# 名古屋金鯱軍の選手一覧
名古屋金鯱軍の選手一覧（なごやきんこぐんのせんしゅいちらん）は、名古屋金鯱軍に所属していた、選手・監督・コーチの一覧である。

## 選手

### あ
- 浅井太郎（1938 - 1939）
- 新井一（1940）
- 荒川正嘉（1938 - 1940）
- 安西正四郎（1936 - 1937）
- 飯塚達雄（1940）
- 磯部健雄（1938 - 1940）
- 上野義秋（1940）
- 漆原進（1940）
- 江口行男（1936 - 1938）
- 大宮清（1939 - 1940）
- 岡田源三郎（1937 - 1939）
- 岡野八郎（1938 - 1939）

### か
- 金井清（1936）
- 金子裕（1936）
- 川上良作（1937）
- 木下博喜（1936）
- 黒田健吾（1936）
- 黒沢俊夫（1936 - 1937, 1940）
- 倉本信護（1940）
- 小林茂太（1937 - 1939）
- 小林利蔵（1936 - 1937, 1939）
- 五味芳夫（1936 - 1940）

### さ
- 佐々木常助（1937 - 1940）
- 塩田猪年男（1937 - 1938）
- 柴田多摩男（1939 - 1940）
- 島秀之助（1936 - 1937）
- 鈴木鶴雄（1937 - 1938）
- 瀬井清（1936 - 1940）

### た
- 高久保豊三（1938 - 1939）
- 高谷昌二（1936）
- 竹林実（1940）
- 常川助三郎（1938 - 1939）

### な
- 内藤幸三（1936, 1940）
- 永井正尚（1938 - 1939）
- 長尾貞利（1939 - 1940）
- 長尾猛静（1940）
- 長島進（1938 - 1940）
- 中村輝夫（1937のみ「相原輝夫」）（1936 - 1937, 1939）
- 中山正嘉（1936 - 1940）
- 二出川延明（1936）
- 濃人渉（1936 - 1940）
- 野村高義（1939 - 1940）

### は
- 浜崎博（1938 - 1939）
- 平川喜代美（1936 - 1937）
- 広田修三（1936）
- 福永一馬（1940）
- 古谷倉之助（1936 - 1940）
- 部矢重幸（へや しげゆき、1936）
- 星野正男（1936 - 1937）

### ま
- 松本利一（1940）
- 松元三彦（1937 - 1940）
- 三上良夫（1936 - 1937）
- 武笠茂男（1938 - 1939）
- 村田信一（1937）
- 室脇正信（1940）
- 森田実（1939 - 1940）

### や
- 安永正四郎（1936 - 1937）
- 矢野槇雄（1937）
- 山川喜作（1940）
- 山本次郎（1939 - 1940）

## 監督
- 岡田源三郎（1936 - 1939）
- 石本秀一（1940）